# Kratkotipalčnice
Kratkotipalčnice (znanstveno ime Caelifera) so velika skupina kobilic, ki jo obravnavamo na nivoju podreda, vanjo pa uvrščamo okrog 11.000 danes živečih opisanih vrst v 2.400 rodovih.
Od dolgotipalčnic jih ločimo predvsem po lastnosti, da so njihove tipalnice krajše ali kvečjemu enako dolge kot preostanek njihovega telesa (odtod tudi ime). Vendar dolžina tipalnic sama po sebi ni povsem zanesljiv znak, saj imajo nekatere vrste tipalnice daljše od telesa. Večina vrst dobro skače, v ta namen imajo povečane zadnje noge. Za razliko od dolgotipalčnic imajo samci kratke cerke, samice pa kratke leglice.
V splošnem so to dnevno aktivne živali z dobro razvitim vidom. Večinoma so varovalno obarvane - rjave, sive ali zelene barve. Vse vrste so rastlinojede in se največkrat prehranjujejo na tleh ali blizu tal. Spolno vedenje je lahko precej zapleteno in lahko vključuje sporazumevanje z zvokom, ki ga proizvajajo z drgnjenjem zadnjih nog ob otrdel rob sprednjega para kril (stridulacijo). Parni timpanalni organ, s katerim slišijo, se nahaja ob straneh prvega člena zadka. Po parjenju, ki lahko traja več ur, samica zakoplje zavoje z jajčeci v kamrice v prsti. Ličinke so zelo podobne odraslim živalim, so le brez genitalij in kril; včasih je tako težavno ločiti nekrilate odrasle osebke od ličink. Levijo se štiri- do petkrat preden odrastejo.
Skupina vključuje nekatere vrste, ki so s stališča človeka škodljivci. V tem pogledu izstopajo puščavske kobilice (Schistocerca gregaria), ki lahko tvorijo roje velike več sto kvadratnih kilometrov in opustošijo kmetijske površine, kjer se prehranjujejo.
Skupina se je verjetno ločila od dolgotipalčnic že v začetku perma, prve fosilne ostanke, ki nedvomno pripadajo kratkotipalčnicam, pa datiramo v trias. Do konca triasa je bil podred že razmeroma raznolik in razširjen. Že takrat so bile kratkotipalčnice pomembni rastlinojedi v ekosistemu. Danes živeče družine so nastale v kredi. Najštevilčnejša naddružina so poljske kobilice (Acridoidea), ki zajemajo okrog 8.000 vrst.